# Diacrium
Diacrium Benth. 1881 es un género con unas once especies de orquídeas epífitas de la subtribu Laeliinae de la  familia (Orchidaceae). Estas especies se han reclasificado dentro del género Caularthron la mayoría; y  Diacrium bidentatum dentro del género Prosthechea. 

## Etimología
El género Diacrium (Diacm) del griego  "di" = "dos"  y  "acum" = "punta" en referencia al hoyo con forma de cuerno que se proyecta hacia arriba desde la superficie superior del Labelo.

Nombre común:

Orquídea virgen.

## Hábitat
Las especies de este género son epífitas y se encuentra en las tierras de clima subtropical o templado de las islas del Caribe, y especialmente en Curazao.

## Descripción
Estas especies tienen una amplia gama de color en sus flores en racimos que pueden ser erectos o péndulos.

La mayoría son epífitas. Están muy próximas a Cattleya con las que solo tienen de diferencia el número de polinia.  Los tallos son normalmente cortos.

Los pseudobulbos de unos 6 a 30 cm de longitud, son ovoides, y están claramente separados.
Cada pseudobulbo desarrolla una o dos hojas céreas y aspecto de cuero de unos 20 cm de longitud.

La inflorescencia es en racimo y puede tener una longitud de 30 cm y llevar unas 8 flores, las cuales rosas, púrpuras o blancas.

Los miembros de este género se crían fácilmente en cultivo y son resistentes a las sequías. El cultivo de cada especie requiere unas condiciones específicas que corresponden con las de su hábitat natural. Muchas de ellas se pueden situar en placas, por lo que sus raíces pueden recibir corrientes de aire y aguantar ciclos de humedad o sequía.

La especie de Diacrium se hibridan fácilmente con especies dentro del género y con otros géneros próximos, tal como Cattleya (x Laeliocattleya, más de 2,000 especies), Brassavola,  Bletia, Laelia,  Rhyncholaelia, y  Sophronitis. La mayoría de las orquídeas híbridas pertenecen a esta categoría p.e. × Sophrolaeliocattleya, × Brassolaeliocattleya y un gran número de otras variaciones.

## Especies deDiacrium
- Diacrium amazonicum Schltr. 1925 - Ver: Caularthron bicornutum (Hook.) Raf. 1836
- Diacrium bicornutum (Hook.) Benth. 1881 - Ver: Caularthron bicornutum (Hook.) Raf. 1836 
  - Diacrium bicornutum var. indivisum (Bradford) Cogn. 1910 - Ver: Caularthron indivisum (Bradford ex Griseb.) Garay & Dunst. 1979
- Diacrium bidentatum (Lindl.) Hemsl. 1884 - Ver: Prosthechea boothiana (Lindl.) Higgins 1997
- Diacrium bigibberosum (Rchb.f.) Hemsl. 1883 - Ver: Caularthron bilamellatum (Rchb.f.) R.E.Schult. 1958
- Diacrium bilamellatum (Rchb.f.) Hemsl. 1883 - Ver: Caularthron bilamellatum (Rchb.f.) R.E.Schult. 1958 
  - Diacrium bilamellatum var reichenbachianum Schltr. 1922 - Ver: Caularthron bilamellatum (Rchb.f.) R.E.Schult. 1958
- Diacrium bivalvatulum Schltr. 1923 - Ver: Caularthron bilamellatum (Rchb.f.) R.E.Schult. 1958
- Diacrium indivisum Broadway 1895 - Ver: Caularthron indivisum (Bradford ex Griseb.) Garay & Dunst. 1979
- Diacrium ulmeckei Kraenzl. 1927 - Ver: Caularthron bilamellatum (Rchb.f.) R.E.Schult. 1958
- Diacrium venezuelanum Schltr. 1919 - Ver: Caularthron bilamellatum (Rchb.f.) R.E.Schult. 1958

## Híbridos intergenéricos
- Allenara: Alna (Cattleya × Diacrium × Epidendrum × Laelia)

- Clarkeara: Clka (Brassavola × Cattleya × Diacrium × Laelia × Sophronitis)

- Dialaelia: Dial (Diacrium × Laelia)

- Dialaeliocattleya: Dialc (Cattleya × Diacrium × Laelia)

- Gerberara: Gba (Brassavola × Diacrium × Laelia)

- Gladysyeeara: Glya (Brassavola × Broughtonia × Cattleya × Cattleyopsis × Diacrium × Epidendrum × Laelia × Sophronitis)

- Gumara: Gum (Diacrium × Epidendrum × Laelia)

- Higashiara: Hgsh (Cattleya × Diacrium × Laelia × Sophronitis)

- Iacovielloara: Icvl (Brassavola × Cattleya × Diacrium × Epidendrum × Laelia)

- Iwanagara: Iwan (Brassavola × Cattleya × Diacrium × Laelia)

- Klehmara: Klma (Diacrium × Laelia × Schomburgkia)

- Mailamaiara: Mai (Cattleya × Diacrium × Laelia × Schomburgkia)

- Severinara: Sev (Diacrium × Laelia × Sophronitis)